# WAFA SC
West Africa Football Academy Sporting Club (zkráceně WAFA SC) je fotbalová akademie/fotbalový klub z Ghany. Byl/-a založena roku 1999 ve městě Goma Fetteh nizozemským klubem Feyenoord z Rotterdamu jako akademie Feyenoord Ghana (resp. Gomoa Fetteh Feyenoord). Pod vedením kouče Sama Ardaye působil klub v nižší ghanské lize. Akademie stahovala talentované hráče z okolních zemí (Nigérie, Pobřeží slonoviny, Senegal, Benin, Burkina Faso, Togo, Mali, Gambie a Libérie).
V srpnu 2014 se Feyenoord Ghana přestěhoval do ghanského města Sogakope a změnil název na West Africa Football Academy Sporting Club. Účelem bylo rozšíření pole působnosti v západní Africe.

## Známí hráči
- Harrison Afful[2]
- / Solomon Asante[3]